# 御殿場西高等学校
御殿場西高等学校（ごてんばにし こうとうがっこう）は、静岡県御殿場市に所在する私立高等学校。

## 概要
通称は、御殿場西高校。「御西（ごにし）」「西高（にしこう）」と呼ばれることが多い。建学の精神は「誠実で、良識と豊かな心を持ち、実行力があり、地域に貢献できる人材を輩出する。」であり、「誠実・友愛・勇気」を校訓としている。校章のモチーフとなっているのは「ふじいばら」であり、第２代理事長の勝間田芳壽氏がデザインしたものである。

## 年表
- 1966年（昭和41年）  
  - 7月 -  地元住民の要望により設立委員会（発起人会）発足
  - 10月 - 新校舎建設工事着工
- 1967年（昭和42年） 
  - 1月 - 学校法⼈東駿学園並びに御殿場西⾼等学校設立認可
  - 2月 - 初代理事⻑　江藤栄 就任
  - 3月 - 第⼀校舎1号館竣工
  - 4月
    - 初代校長 勝間田芳麿 就任
    - 開校、⼊学式（普通科・商業科）
- 1968年（昭和43年）
  - 3月 - 第一校舎2号館竣工
  - 8月 - 柔道場・室内体操場竣工
  - 10月 - 校歌制定（宮沢章二作詞・岡本敏明作曲）
- 1973年（昭和48年） 
  - 3月 - 体育館竣工
- 1974年（昭和49年）
  - 1月 - 庭球コート完成
  - 9月 - 野球施設の充実（雨天ブルペン・ベンチ・屋外照明等）
- 1975年（昭和50年）
  - 2月
    - 初代理事長　江藤 栄 退任
    - 第2代理事長　勝間田 芳麿 就任
- 1975年（昭和51年）
  - 10月 - 創立10周年記念式典挙行
- 1979年（昭和54年）
  - 6月 - 第1回富士山清掃
- 1980年（昭和55年）
  - 4月 - 定員増（普通科220名・商業科100名）
- 1981年（昭和56年）
  - 3月 - 本館竣工
  - 10月 - 創立15周年・本館落成記念式典挙行
- 1984年（昭和59年）
  - 8月 - 昇降口棟竣工
- 1986年（昭和61年）
  - 1月 - 第一校舎1号館3教室増築
  - 4月 - 定員増（普通科250名・商業科100名）
  - 10月 - 創立20周年記念式典挙行
- 1987年（昭和62年）
  - 1月 - 格技棟竣工（1階柔道場・2階剣道場）
  - 4月 - 定員増（普通科337名・商業科100名）
- 1988年（昭和63年）
  - 4月 - 定員増（普通科384名・商業科100名）
- 1989年（平成元年）
  - 1月 - 献血1万人達成・県表彰
  - 3月 - 第一校舎3号館竣工
  - 4月 - 定員増（普通科431名・商業科100名）
- 1990年（平成2年）
  - 4月 - 定員減（普通科337名・商業科100名）
- 1991年（平成3年）
  - 4月 - 定員減（普通科290名・商業科100名）
  - 不明 - 特進コース開設
- 1992年（平成4年）
  - 1月 - 献血1万5千人達成・表彰
  - 3月 - 第64回選抜高等学校野球大会出場
  - 3月 - 初代校長　勝間田 芳麿 退任
  - 4月
    - 第2代校長　勝間田 芳壽 就任
    - 商業科廃止
    - 普通科5コース制（特進・進学・普通・国際・情報処理）、定員390名

  - 10月 - アカデミックセンター（第二校舎）竣工
- 1993年（平成5年）
  - 5月 - 日本善行会全国表彰
  - 9月 - 献血2万人達成・表彰
- 1994年（平成6年）
  - 4月 - 一部コース変更（普通コース→総合コース）、定員390名
  - 5月 - 日本善行会全国表彰
- 1995年（平成7年）
  - 4月 - 定員増（385名）
- 1996年（平成8年）
  - 4月 - 定員減（375名）
  - 10月
    - 創立30周年記念式典
    - 姉妹校提携
      - カーディニア・インターナショナル・カレッジ
      - 高鳳高級工家職業学校
      - 華州工業家事職業学校
- 1997年（平成9年）
  - 4月 - 定員増（376名）
- 1998年（平成10年）
  - 4月 - 定員減（372名）
- 1999年（平成11年）
  - 4月 - 定員減（360名）
- 2000年（平成12年）
  - 4月 - 定員減（346名）
- 2002年（平成14年）
  - 4月
    - 定員減（324名）
    - 完全コース制スタート
    - 2学期制スタート
- 2006年（平成18年）
  - 5月 - 創立40周年記念事業として、耐震・防音・改修工事着工
- 2007年（平成19年）
  - 1月 - 防音一期工事完成（1号館・2号館）
  - 3月 - 耐震工事完成（本館・1号館・2号館）
  - 6月 - 防音二期工事完成（本館）
  - 9月 - 学生ホール（同窓会館）完成
- 2008年（平成20年）
  - 3月
    - 防音三期工事完成（アカデミックセンター）
    - 第2代理事長　勝間田 芳麿 退任

  - 4月
    - 学園長　勝間田 芳麿 就任
    - 第3代理事長  勝間田 芳壽 就任

  - 11月 - 理事長 勝間田 芳壽 文部科学大臣表彰
- 2010年（平成22年）
  - 2月 - 新学生寮（第1学生寮）竣工
- 2011年（平成23年）
  - 2月 - 体育館耐震改修工事完了
  - 8月 - 昇降口改修工事完了
- 2012年（平成24年）
  - 3月 - 新学生寮（第2学生寮）竣工
- 2014年（平成26年）
  - 4月 - 献血活動厚生労働大臣表彰
- 2015年（平成27年）
  - 4月 - 第3代校長  菊池 基  就任
- 2016年（平成28年）
  - 5月 - 創⽴50周年記念事業として、スカイホール竣⼯
  - 10月 - 創⽴50周年記念式典挙⾏
- 2017年（平成29年）
  - 4月
    - 普通科4コース制（特進・進学・ITビジネス・未来創造）
    - スマホが回収制になり、敷地内での利用が禁止される
- 2020年（令和2年）
  - 4月
    - 第4代校長　大塚 勇介 就任
    - 放課後敷地内でのスマホの使用が可能に
- 2022年（令和4年）
  - 4月
    - 第5代校長　勝間田 貴宏 就任
    - 普通科3コース制（特別選抜・フロンティア探究・未来探究）
- 2023年（令和5年）
  - 5月 - 学校公式のTikTokアカウント開設
  - 10月
    - 学生ホールにテラス席設置
    - 初の一般公開文化祭

  - 11月 - フォンサムット駐日ラオス大使訪問

## 歴史
1967年創立。創立前、沼津や三島方面の全日制高校には汽車で2時間近くかけて通学する御殿場地区の生徒が溢れていた。そうした中で「地元の子は地元で」という地域住民の願いにこたえる形で、勝間田芳麿が高校を創立することを決意した。普通科と商業科の2つの科が存在したが、平成4年度に商業科を廃止し、普通科でのコース制度となった。同年には第64回選抜高等学校野球大会（春の甲子園）に初出場した（投手は元千葉ロッテの小野晋吾）。
平成7年度、オーストラリアのビクトリア州ジロング市にカーディニア・インターナショナル・カレッジ（Kardinia International College）を創立し、国際教育が本格的にスタート。高鳳高級工家職業学校（台湾）華州工業家事職業学校（台湾）と姉妹校提携を結んだ。平成28年には創立50周年を迎え、4コース体制（特進・進学・ITビジネス・未来創造）での教育活動を実践し、カーディニア校への留学、海外研修（オーストラリア、タイ、イタリア）などグローバル教育も力を入れてきた。令和3年度からは新カリキュラムのもと、新コース制度で新たなスタートを切り、学校改革が進んでいる。また、コロナ禍を契機にICT活用が浸透し、ChatGPTを活用した授業研修なども積極的に取り入れている。

## 通学手段等
- JR御殿場線御殿場駅下車。 駅からは、徒歩30〜35分程度。富士急バス・チアーズガーデン循環線（西高先回り）西高前、富⼠学校行き 山口下⾞ 徒歩5分
- スクールバスの運行があり、御殿場市以外から通学する生徒の利用が多い。
- 通学エリアは御殿場市内、小山町、裾野市、長泉町、三島市、沼津市、富士市、富士宮市、山梨県山中湖町、神奈川県西部（小田原市内・足柄上郡）

## 主な行事
- 御西の日（5月）
- Gotenba Nishi Sport Festival（6月）
- 芸術鑑賞会（7月）
- 仰高祭（11月）
- 修学旅行（2年生1月）（シンガポール / タイ / ヴェトナム / 国内 ）・・・選択制
- 国際交流イベント（国際交流フェア、御厨おもてなしボランティア、ふじさん教室など）
- KICスタディツアー受け入れ（9月〜10月ごろ）
- コース別行事（特別選抜・進学選抜・情報選抜・未来探求）
- 高大接続研修（大学見学・出張講座）

## 教育の特徴
- 主体性・自律

生徒の主体性を育む教育を実践している。校則も生徒主体で改正が行われている。また、生徒会が中心となり、学校行事も生徒主体で実行していく校風となっている。また、社会で生きていく上での自立と自律を促すことも重要視している。
- 思考力・判断力・表現力

生徒のキーコンピテンシーとなる思考力・判断力・表現力を向上させるために、アクティブラーニング型授業により、授業を行っている。また、英語4技能教育にも力を入れており、外国語コミュニケーション能力の向上も重視した教育を行っている。
- グローバル教育

多彩な留学制度を設け、幅広いニーズに対応している。オーストラリア、アメリカ、カナダ、ニュージーランドの４カ国から選ぶことができ、1年間もしくは3ヶ月の留学を行う。またサマーショートプログラムとしてオーストラリアに３週間のプログラムもある。国内での短期留学制度もあり、グローバルな人材の育成に力を注ぐ。また、オンラインでの留学やバーチャルホームステイといった独自プログラム（無料）を行い、ICTの強みを活かした活動も行っていた。英語コミュニケーション能力の向上につながるプログラムが充実している。さらに、国際系ボランティアも多彩であり、国際系学部に進学したい生徒が多く参加している。
また、海外研修旅行でオーストラリア、タイ、イタリアの３コースから選択することが出来る。ホームステイやフィールドワークを通して、語学力の向上だけでなく、異文化理解を深め、21世紀型コンピテンシーの向上を目指している。令和５年度からは海外3コース、国内1コースに切り替え、SDGs的な学びを中心とした内容となる予定。
- ICT教育（GN-EdTech）

新型コロナウイルス感染症の影響で2カ月間の休校措置を取ったが、その期間はZOOMでのオンライン授業を実施した。英国数を中心に基礎~難関受験対策までのレベル別の特別講習を行った。これを機に、ICT教育に本格的に移行し、令和３年度からは一人一台パソコン体制となり（年次進行）、校内WiFi環境の整備が完了した。全教室へのさらに、アダプティブラーニング教材を導入し、生徒の理解度に合わせた問題演習をし、学びの最適化を目指す。授業もICTを活用したアクティブラーニング型の授業を実施し、「主体性・協働性・多様性」を伸ばすことにつなげている。
- 進路・キャリアサポート（Assist 7）

特進コースは国公立大学への合格率は50%以上であり、県内でも非常に高い数字を達成している。それ以外にも、早慶上理などの難関私立大学にも毎年複数名が合格するなど、高い進路実績を残している。学習サポートが充実しており、小論文指導、徹底的な面接指導（英語含む）などといった、教員からのサポートも充実している。また、就職内定率100％を達成している。生徒たちが高校生活の中で様々なキャリアへの認識を高めるための教育を行っている。一年次からの段階的なキャリア教育を行い、卒業までにキャリアビジョンを高めていく。また、令和３年度からは、これまでの学習サポートに加え、「ICT」「グローバル」「探究」といった新たな分野が加わり、「Assist 7」として、これまで以上に充実したサポートを行なっている。
- SDGs教育

SDGs(持続可能な開発目標)教育を実施している。教科書の内容にリンクさせながら、授業内での探求を行う授業もある。また、校内にはSDGsのポスターであふれ、一人一人の生徒のSDGsに対する意識を高めている。令和３年度から「SDGs委員会」が発足し、生徒主体で様々な活動を行っている。7月16日(金)の「あさチャン！」（TBS）で紹介された。
- AAE（Animal Assisted Education：動物介在教育）

ラブラドール・レトリバー2頭（アンディとカール）による動物介在教育を実施している。様々な悩みを抱える生徒たちに対するカウンセリング活動の一つとして、ドッグセラピーを行い、心のケアをしている。主な活動としては、朝の挨拶運動や昼休みのふれあいタイムがある。

## 部活動
部活動
- 野球は、過去に春の選抜出場1度（初戦敗退、この時のエースは後のロッテ・小野晋吾、対戦相手の東山高校投手は後の巨人/レッドソックスほか・岡島秀樹）、夏は静岡県大会準優勝の経歴がある。近年は低迷した時期もあったが、2016年より森下知幸が監督に就任した後は2018年秋の東海大会に出場するなど復活の兆しを見せている。静岡県内チームで行う「Sリーグ」では2019年に準優勝、2023年には初優勝を飾った。
- 空手は県内・東海地区の大会はもとより全国大会への出場者を輩出する。そのレベルは高い。
- ホッケーは、2018年に静岡県高校総体3連覇を達成し、全国大会でも史上初のベスト8の成績を残している。また、2020年には創部初の全国選抜大会への出場を果たした。
- 柔道及び剣道でも過去に全国大会出場者を輩出している。
- 陸上競技部は、2019年に男子800mで県大会、東海大会、全国大会への出場を果たしている。その多種目も県大会への出場を果たしている。
- バドミントン部は、2019年に男子団体で東海大会出場を果たしている。

## 姉妹校・系列校
- 台湾(中華民国)
  - 高鳳高級工家職業学校
  - 華州工業家事職業学校
- オーストラリア
  - カーディニア・インターナショナル・カレッジ（Kardinia International College）

## 補足
- 北駿（ほくすん）地区（御殿場市、小山町）では、唯一の私立高校である。

この地区にある他の高校（小山、御殿場、御殿場南）は全て県立である。また、「裾野市が北駿地区に含まれるのか」と疑問もある（駿東郡参照）ものの、裾野市にある裾野高校も県立高校のため、学校関係者や卒業生等を中心に『（裾野市を含む）北駿地区では、唯一の私立高校である』と強調されることがある。
なお、私立不二聖心女子学院中学校・高等学校が裾野市内にあるが、女子校かつ中高一貫校（完全中高一貫校）である。さらに、北駿地区を通過する御殿場線沿線には私立の立花学園高等学校（神奈川県松田町）がある。

## 著名な出身者

### プロ野球
- 杉本正（元西武ライオンズほか）
- 藤田浩雅（元読売ジャイアンツほか）
- 小野晋吾（元千葉ロッテマリーンズ）
- 木須フェリペ（元東京ヤクルトスワローズ）

### プロゴルファー
- 芹澤信雄

### 競輪
- 志村龍己

### 芸能
- 小笠原大晃　- 俳優。第14回ジュノン・スーパーボーイ・コンテスト準グランプリ